# Aaron Barrett
Pour les articles homonymes, voir Barrett.
Aaron Barrett (né le 2 janvier 1988 à Evansville, Indiana, États-Unis) est un ancien lanceur de relève droitier des Ligues majeures de baseball qui a joué entre 2014 et 2015 puis 2019 et 2020 avec les Nationals de Washington.

## Carrière
Après avoir repoussé des offres des Dodgers de Los Angeles, qui le repêchent initialement en 2006 au 44e tour de sélection, et des Rangers du Texas, qui le réclament au 29e tour du repêchage amateur de 2009, Aaron Barrett, un joueur des Rebels de l'Université du Mississippi, est mis sous contrat par les Nationals de Washington, qui en font en 2010 leur choix de 9e ronde.
Le lanceur de relève fait ses débuts dans le baseball majeur pour Washington le 31 mars 2014. Il est le lanceur gagnant de cette partie, le match d'ouverture de la saison des Nationals, remporté 9-7 en 10 manches de jeu sur les Mets de New York.